# Кес Морган
Кес Морган (англ. Kass Morgan, нар. 21 липня 1984) — американська письменниця та редактор. Здобула свою популярність завдяки серії постапокаліптичних романів «Сотня», за якими було знято телесеріал з однойменною назвою «100» виробництва CW.

## Біографія
Кес Морган народилася 21 липня 1984 року в Нью-Йорку в сім'ї Сема Генрі Кесса та Марсії Блум. Морган була не єдиною дитиною в сім'ї, мала брата — Петі Кесса. З дитинства вона любила читати книги, а інтерес до жанру наукової фантастики з'явився, коли Морган навчалася у 6 класі. На одному з уроків вона була вражена розповіддю свого однокласника про прочитану ним книгу Орсона Скотта «Гра Ендера». Після заняття вона побігла до бібліотеки та вперше відвідала секцію наукової фантастики. Говорячи про себе в ті роки, Морган дорікнула себе: «Як вона могла раніше жити без цього неймовірного, фантастичного світу, наповненого космічними кораблями та інопланетними істотами? Адже це так цікаво — уявляти, що чекає на Землю в майбутньому, вигадувати різні сценарії розвитку».
Навіть після закінчення школи Кес зберегла любов до цього жанру літератури. Після коледжу Морган вступила до університету Брауна, де вивчала англійську мову та історію. Пізніше вона отримала ступінь магістра в Оксфорді з літератури 19 століття.
Зараз Кес Морган живе у Нью-Йорку.

## Творчість
Мета реалізувати себе як письменника збіглася із завданнями креативної компанії «Alloy Entertainment», яка займається тим, що генерує захоплюючі ідеї для книг і шукає письменників з уявою, які бажають працювати в команді. Так проекти, що стають бестселерами, згодом екранізуються у вигляді фільмів та серіалів. Наприклад, були екранізовані «Щоденники Вампіра» та «Пліткарка». Письменниця підкреслила внесок компанії у реалізацію її серії книг: «Alloy підкинула ідею про сотню дітей, які спускаються з космічної станції, щоб знову колонізувати Землю. Мені сподобалося це, і я отримала повну свободу у продумуванні персонажів та світу „Сотні“».
Творчій команді на чолі з Кес вдалося створити багатогранний сюжет, в якому сплелися пригоди, погоні, катастрофи, батальні сцени, мелодраматична складова та ще низка трендових літературних компонентів. Треба сказати, що ще у розпал роботи над першим романом серії «Сотня» ним зацікавилася кінокомпанія CW, був замовлений пілот і розпочалася робота над зйомками. Морган турбувало те, що через популярність ТБ книгу можуть назвати романізацією серіалу. Але телепроект вийшов на екрани після опублікування першої книги «Сотня».

### Серія книг «Сотня»
1. «Сотня» (3 вересня 2013 року);
2. «100: День 21» (25 вересня 2014 року);
3. «100: Повернення додому» (26 лютого 2015);
4. «100: Повстання» (6 грудня 2016 року).

### Серія книг «Світлові роки»
1. «Світлові роки» (2018);
2. «Наднова зірка» (2019).